# Première circonscription de la préfecture d'Iwate
La première circonscription de la préfecture d'Iwate (岩手県第1区, Iwate-ken dai-ikku) est l'une des trois circonscriptions législatives que compte la préfecture d'Iwate au Japon.

## Description géographique
Depuis sa création, la première circonscription de la préfecture d'Iwate comprend la ville de Morioka et le district de Shiwa,. La zone correspondant à l'ancien village de Tamayama (ja), devenu entre-temps un quartier de Morioka, n'a cependant été incluse dans la circonscription qu'en 2017.

## Députés
| Législature | Début de mandat | Fin de mandat | Député élu         | Parti politique | Parti politique |
| ----------- | --------------- | ------------- | ------------------ | --------------- | --------------- |
| 41e         | 1996            | 2000          | Takuya Tasso       |                 | Shinshintō      |
| 42e         | 2000            | 2003          | Takuya Tasso       |                 | PL              |
| 43e         | 2003            | 2005          | Takuya Tasso       |                 | PDJ             |
| 44e         | 2005            | 2007          | Takuya Tasso       |                 | PDJ             |
| 44e         | 2007            | 2009          | Takeshi Shina (ja) |                 | PDJ             |
| 45e         | 2009            | 2012          | Takeshi Shina (ja) |                 | PDJ             |
| 46e         | 2012            | 2014          | Takeshi Shina (ja) |                 | PDJ             |
| 47e         | 2014            | 2017          | Takeshi Shina (ja) |                 | PDJ             |
| 48e         | 2017            | 2021          | Takeshi Shina (ja) |                 | PE              |
| 49e         | 2021            | 2024          | Takeshi Shina (ja) |                 | PDC             |
| 50e         | 2024            | -             | Takeshi Shina (ja) |                 | PDC             |